# Kevin Vermaerke
Kevin Vermaerke (Johannesburg, 16 oktober 2000) is een wielrenner en mountainbiker uit de Verenigde Staten met een Belgische en Zuid-Afrikaanse achtergrond die sinds 2020 rijdt voor Team dsm-firmenich PostNL. Zijn grootvader groeide op in Zottegem (België) maar trok erna naar Zuid-Afrika. Kevin en zijn vader Anthon beschikken ook nog over een Belgisch paspoort. Zijn vader heeft in het verleden enkele nationale (junioren) titels gewonnen in België.
Kevin en zijn zus zijn in Zuid-Afrika geboren. Op jonge leeftijd verhuisde de familie naar de Verenigde Staten, naar de deelstaat Californië waar hij nog steeds woont.

## Carrière
Bij de junioren won Vermaerke het Amerikaans kampioenschap cross-country in 2017 en werd hij het zelfde jaar tweede tijdens het Amerikaans kampioenschap op de weg. Hij mocht dat jaar ook deelnemen aan het Wereldkampioenschappen mountainbike waar hij met de Amerikaanse ploeg 5e werd op de Teamrelay. In 2019 ging hij rijden voor de opleidingsploeg Hagens Berman Axeon dat jaar won hij Luik-Bastenaken-Luik U23. Nadat hij vanaf augustus 2020 stage had gelopen bij Team Sunweb werd Vermaerke in 2021 prof bij Team DSM.

## Palmares
2017
 Amerikaans kampioen cross-country, junioren
2019
2e etappe Redlands Bicycle Classic
Luik-Bastenaken-Luik U23
2023
Jongerenklassement Arctic Race of Norway
2024
Jongerenklassement Arctic Race of Norway

## Resultaten in voornaamste wedstrijden
| Jaar | Ronde van Italië | Ronde van Frankrijk | Ronde van Spanje |
| ---- | ---------------- | ------------------- | ---------------- |
| 2021 |                  |                     |                  |
| 2022 |                  | opgave              |                  |
| 2023 |                  | 61e                 |                  |
| 2024 | 29e              |                     |                  |
| 2025 |                  |                     |                  |

| Jaar | Milaan-San Remo | Gent-Wevelgem | Ronde van Vlaanderen | Amstel Gold Race | Luik-Bast.‑Luik | Ronde van Lombardije | Waalse Pijl | Clásica San Sebastián |  | WK op de weg |
| ---- | --------------- | ------------- | -------------------- | ---------------- | --------------- | -------------------- | ----------- | --------------------- |  | ------------ |
| 2021 |                 |               |                      | 73e              | 140e            |                      |             | 90e                   |  |              |
| 2022 | 159e            | opgave        | opgave               |                  | 87e             |                      | opgave      |                       |  |              |
| 2023 | 71e             | opgave        | opgave               | 44e              | 92e             | opgave               |             | 21e                   |  | 20e          |
| 2024 | 48e             |               |                      | 24e              | 23e             | 23e                  | opgave      | 4e                    |  | 19e          |
| 2025 | 76e             |               |                      | opgave           | opgave          |                      | opgave      | 51e                   |  |              |

## Ploegen
- 2019 –  Hagens Berman Axeon
- 2020 –  Hagens Berman Axeon
- 2020 –  Team Sunweb (stagiair vanaf 1 augustus)
- 2021 –  Team DSM
- 2022 –  Team DSM
- 2023 –  Team dsm-firmenich[a]
- 2024 –  Team dsm-firmenich PostNL
- 2025 –  Team Picnic PostNL

Arensman (vanaf 1 juli) · Arndt · Benoot · Bol · Dainese · Denz · Donovan · Eekhoff · Gall · Haga · Hamilton · Hindley · Hirschi · Kanter · Kelderman · A. Kragh Andersen · S. Kragh Andersen · Matthews · Nieuwenhuis · Oomen · Pedersen · Power · Roche · Salmon · Storer · Stork · Sütterlin · Tusveld · Van Wilder · Vermaerke (stagiair)
Arensman · Arndt · Bardet · Benoot · Bol · Brenner · Combaud · Dainese · Denz · Donovan · Eekhoff · Gall · Haga · Hamilton · Hindley · Kanter · A. Kragh Andersen · S. Kragh Andersen · Leknessund · Markl · Nieuwenhuis · Pedersen · Roche · Salmon · Storer · Stork · Sütterlin · Tusveld · Vermaerke · Van Wilder
Arensman · Arndt · Bardet · Bittner (vanaf 1/8) · Bol · Brenner · Combaud · Dainese · Degenkolb · Denz · Donovan · Eekhoff · Hamilton · Heinschke · Hvideberg · A. Kragh Andersen · S. Kragh Andersen · Leknessund · Markl · Mayrhofer · Naberman · Nieuwenhuis · Pedersen · Rodenberg · Stork · Tusveld · van Uden (vanaf 1/8) · Vandenabeele · Vermaerke · Welsford
Andresen · Bardet · Bevin · Bittner · Brenner · Combaud · Dainese · Degenkolb · Dinham · Edmondson · Eekhoff · Hamilton · Heinschke · Hvideberg · Leknessund · Markl · Mayrhofer · Milesi · Naberman · Onley · Poole · Rodenberg · Stork · Tusveld · van Uden · Vandenabeele · Vanhoucke (tot 14/8) · Vermaerke · Welsford
Andresen · Bardet · Barguil · Van den Berg · Bevin · Bittner · Van den Broek · Combaud · Degenkolb · Dinham · Eddy · Edmondson · Eekhoff · Hamilton · Jakobsen · Leemreize · Leijnse · Liepiņš · Märkl · Naberman · Onley · Poole · Roosen · Tusveld · van Uden · Vermaerke · Welten · Koerdt (stagiair)